# Eupithecia tornifascia
Eupithecia tornifascia là một loài bướm đêm trong họ Geometridae.